# 黑头威尔逊森莺
黑头威尔逊森莺（學名：Cardellina pusilla；英語：Wilson's warbler）是红脸森莺属的一種鳥類，主要分佈于加拿大和墨西哥。背綠腹黃，頭頂羽毛為黑色。

## 描述
黑頭威爾遜森鶯是一種小型的鶯，體長10—12（3.9—4.7英寸），翼展14—17（5.5—6.7英寸），體重5—10克（0.18—0.35盎司）。背綠腹黃，頭頂羽毛為黑色。亞種C. p. chryseola的羽毛顏色最為鮮亮，分佈區西部（如阿拉斯加）的亞種比東部亞種體型稍大。

## 外部連結
- 互聯網鳥類收藏上有关Wilson's warbler的錄像、照片和音頻
- VIREO上Wilson's warbler的圖片
- Wilson's warbler Species Account（页面存档备份，存于） – Cornell Lab of Ornithology
- Wilson's warbler - Wilsonia pusilla（页面存档备份，存于） - USGS Patuxent Bird Identification InfoCenter